# 鐵道省 (日本)
鐵道省是大日本帝国政府機關，1920年（大正9年）5月15日設立，1943年（昭和18年）11月1日改組爲運輸通信省。職權由經營省營鐵道（省線與及在戰後的國有鐵道）以至地方鐵道（私營鐵道）的指揮監督上。是二戰後的運輸省及日本國有鐵道的前身。

## 鐵道院
最初管轄日本的鐵道的政府機關，是1871年（新橋－橫濱間鐵道開業的前一年）由工部省設置的鐵道寮（之後的鐵道局）。1885年，工部省被廢止，改為內閣直屬。1890年成為內務省直屬的鐵道廳。到了1892年改為遞信省的直屬局，翌年成為遞信省鐵道局。
1897年由直屬局獨立，成立鐵道作業局（1908年帝國鐵道廳改組），鐵道局只擔任監督及行政。由於相繼發生鐵道行政的所管變更和監督組織和現場作業組織的分離的混亂，因此變得得到了鐵道國有化的契機。1908年12月5日，與鐵道局合併帝國鐵道廳並設置內閣鐵道院再次作為內閣的直屬機關。

## 歷代鐵道大臣
| 1  | 元田肇     | 原内閣 高橋内閣            | 1920年5月15日－1922年6月12日                   |
| 2  | 大木遠吉   | 加藤友三郎内閣             | 1922年6月12日－1923年9月2日                    |
| 3  | 山之内一次 | 第2次山本内閣              | 1923年9月2日－1924年1月7日                     |
| 4  | 小松謙次郎 | 清浦内閣                   | 1924年1月7日－1924年6月11日                    |
| 5  | 仙石貢     | 加藤高明内閣 第1次若槻内閣 | 1924年6月11日－1926年6月3日                    |
| 6  | 井上匡四郎 | 第1次若槻内閣              | 1926年6月3日－1927年4月20日                    |
| 7  | 小川平吉   | 田中義一内閣               | 1927年4月20日－1929年7月2日                    |
| 8  | 江木翼     | 濱口内閣 第2次若槻内閣     | 1929年7月2日－1931年9月10日                    |
| 9  | 原脩次郎   | 第2次若槻内閣              | 1931年9月10日－1931年12月13日                  |
| 10 | 床次竹二郎 | 犬養内閣                   | 1931年12月13日－1932年5月26日                  |
| 11 | 三土忠造   | 齋藤内閣                   | 1932年5月26日－1934年7月8日                    |
| 12 | 内田信也   | 岡田内閣                   | 1934年7月8日－1936年3月9日                     |
| 13 | 前田米蔵   | 廣田内閣                   | 1936年3月9日－1937年2月2日                     |
| 14 | 伍堂卓雄   | 林内閣                     | 1937年2月2日－1937年6月4日 （兼任商工大臣）    |
| 15 | 中島知久平 | 第1次近衛内閣              | 1937年6月4日－1939年1月5日                     |
| 16 | 前田米蔵   | 平沼内閣                   | 1939年1月5日－1939年8月30日                    |
| 17 | 永井柳太郎 | 阿部内閣                   | 1939年8月30日－1939年11月29日                  |
| 18 | 永田秀次郎 | 阿部内閣                   | 1939年11月29日－1940年1月16日                  |
| 19 | 松野鶴平   | 米内内閣                   | 1940年1月16日－1940年7月22日                   |
| 20 | 村田省蔵   | 第2次近衛內閣              | 1940年7月22日－1940年9月28日                   |
| 21 | 小川郷太郎 | 第2次近衛内閣              | 1940年9月28日－1941年7月18日                   |
| 22 | 村田省蔵   | 第3次近衛內閣              | 1941年7月18日－1941年10月18日                  |
| 23 | 寺島健     | 東條内閣                   | 1941年10月18日－1941年12月2日 （兼任逓信大臣） |
| 24 | 八田嘉明   | 東條内閣                   | 1941年12月2日－1943年11月1日 （兼任逓信大臣）  |

## 國有鐵道組織及名稱的變遷[2]
- 1870年4月19日（明治3年3月19日） 民部大藏省　鐵道掛
- 1870年8月6日（明治3年7月10日）　民部省　鐵道掛
- 1870年12月12日（明治3年閏10月20日）　工部省　鐵道掛
- 1871年9月28日（明治4年8月14日）　工部省　鐵道寮
- 1877年1月11日　工部省　鐵道局
- 1885年12月22日　內閣　鐵道局
- 1890年9月6日　內務省　鐵道廳
- 1892年7月21日　遞信省　鐵道廳
- 1893年11月10日　遞信省　鐵道局
- 1897年8月18日　遞信省　鐵道作業局
- 1907年4月1日　遞信省　帝國鐵道廳
- 1908年12月5日　內閣　鐵道院
- 1920年5月15日　鐵道省
- 1943年11月1日　運輸通信省　鐵道總局
- 1945年5月19日　運輸省　鐵道總局
- 1949年6月1日　日本國有鐵道（公社化）
- 1987年4月1日　分割民營化（→北海道旅客鐵道、東日本旅客鐵道、東海旅客鐵道、西日本旅客鐵道、四國旅客鐵道、九州旅客鐵道、日本貨物鐵道、鐵道通信、鐵道情報系統（鉄道情報システム）、新幹線鐵道保有機構、鐵道綜合技術研究所、日本國有鐵道清算事業團）
- 1989年5月1日　鐵道通信與日本電信（日本テレコム）合併
- 1991年10月1日　新幹線鐵道保有機構向東日本旅客鐵道、東海旅客鐵道及西日本旅客鐵道出售所管有的資產、並改組為鐵道整備基金（現為 鐵道建設・運輸設施整備支援機構）
- 1998年10月22日　日本國有鐵道清算事業團結束運作（由日本鐵道建設公團 國鐵清算事業本部承繼）
- 2003年10月1日　日本鐵道建設公團改組（独立行政法人　鐵道建設、運輸設施整備支援機構 國鐵清算事業本部承繼）

## 關聯項目
- 國土交通省
- 臺灣總督府交通局鐵道部
- 佐藤榮作 (1925年加入鐵道省，1941年監督局長，戰後運輸事務次官，內閣總理大臣)